# یواس‌اس ال‌اس‌تی-۴۷۱
یواس‌اس ال‌اس‌تی-۴۷۱ (به انگلیسی: USS LST-471) یک کشتی بود که طول آن ۳۲۸ فوت (۱۰۰ متر) بود. این کشتی در سال ۱۹۴۲ ساخته شد.